# Oscaruddelingen 2023
Oscaruddelingen 2023 (the 95th Academy Awards) var den 95. udgave af Oscaruddelingen og blev præsenteret af Academy of Motion Picture Arts and Sciences (AMPAS). Arrangementet blev afholdt den 12. marts 2023 i Dolby Theatre i Los Angeles. Ved arrangementet blev uddelt priser til film fra 2022.
Arrangementet blev tv-transmitteret i USA af ABC og blev produceret af Ricky Kirshner og Glenn Weiss; sidstnævnte var også showets instruktør. Komikeren og talkshow-værten Jimmy Kimmel var vært ved showet for tredje gang efter at have været med til den 89. og den 90. udgave af Oscaruddelingerne.
Filmen Everything Everywhere All at Once var nomineret i 11 kategorier og modtog i alt syv priser, herunder prisen for bedste film. Andre prisvindere var Intet nyt fra Vestfronten (fire priser) og The Whale med to priser. Top Gun: Maverick, Black Panther: Wakanda Forever, Avatar: The Way of Water, Women Talking, RRR, Guillermo del Toro's Pinocchio og Navalny modtog hver én pris. Kortfilmene omfattede An Irish Goodbye, The Boy, the Mole, the Fox and the Horse og The Elephant Whisperers.

## Vindere og nominerede
Nomineringerne blev annonceret af skuespillerne Riz Ahmed og Allison Williams den 24. januar 2023.
For første gang i Oscaruddelingens historie var der blandt de nominerede i kategorien bedste film to film, der hver havde indtjent mere end 1 milliard dollars på verdensplan og to "sequels": begge rekorder blev opnået, da Avatar: The Way of Water og Top Gun: Maverick blev medtaget som nominerede. Intet nyt fra vestfronten opnåede 9 nomineringer i kategorien bedste fremmedsprogede film, det største antal siden de 10 nomineringer til Tiger på spring, drage i skjul (2000) og Roma (2018).
I kategorierne "bedste skuespiller" var der for første gang 16 skuespillere, der var nomineret for første gang, herunder alle de nominerede i kategorien bedste mandlige hovedrolle Michelle Yeoh var den første åbent asiatiske skuespillerinde, der blev nomineret i kategorien bedste kvindelige hovedrolle. I alt blev fire asiatiske skuespillere nomineret (Yeoh, Hong Chau, Stephanie Hsu og vinder Ke Huy Quan), hvilket også var rekord.. W
Judd Hirsch blev nomineret i kategorien bedste mandlige birolle for sin medvirken i The Fabelmans og blev derved den skuespiller, der har haft længst mellem to nomineringer; han blev første gang nomineret i 1980 for sin rolle i Ordinary People fra 1980. I en alder af 90 år var John Williams den ældste person, der er blevet nomineret i konkurrencen. Han modtog sin 53. nominering og han lagde derved yderligere én nominering til sin egen rekord for den nulevende person med fleste Oscar-nomineringer, og den næstmest nominerede person nogensinde, kun overgået af Walt Disney.
Everything Everywhere All at Once blev den første film siden Gravity (2013) til at vinde 7 Oscars ved en enkelt Oscaruddeling. Det var også den blot tredje film i historien, der fik priser i tre af skuespillerkategorierne (de to foregående er Omstigning til Paradis (1951) og Network (1976). Filmselskabet A24 modtog ni priser, flere end noget andet selskab tidligere; med Everything Everywhere All at Once og The Whale fik A24 syv af de mest prestigefyldte priser: bedste film, bedste instruktør, bedste manuskript, og fire skuespiller kategorier.
The Fabelmans blev den første engelsksprogede film, der har vundet Toronto International Film Festival People's Choice Award, der ikke vandt i nogen af de kategorier, som den var nomineret i siden David Cronenbergs Eastern Promises (2007) og den første film af Steven Spielberg der ikke modtog en Oscar siden Ready Player One (2018).

### Priser
Vinderne er skrevet i Fed.
| Bedste film - Everything Everywhere All at Once - Intet nyt fra Vestfronten - Avatar: The Way of Water - The Banshees of Inisherin - Elvis - The Fabelmans - Tár - Top Gun: Maverick - Triangle of Sadness - Women Talking | Bedste instruktør - Daniel Kwan og Daniel Scheinert – Everything Everywhere All at Once - Martin McDonagh – The Banshees of Inisherin - Steven Spielberg – The Fabelmans - Todd Field – Tár - Ruben Östlund – Triangle of Sadness |
| Bedste mandlige hovedrolle - Brendan Fraser – The Whale som Charlie - Austin Butler – Elvis som Elvis Presley - Colin Farrell – The Banshees of Inisherin som Pádraic Súilleabháin - Paul Mescal – Aftersun som Calum Paterson - Bill Nighy – Living som Mr. Rodney Williams | Bedste kvindelige hovedrolle - Michelle Yeoh – Everything Everywhere All at Once som Evelyn Quan Wang - Ana de Armas – Blonde som Norma Jeane - Cate Blanchett – Tár som Lydia Tár - Andrea Riseborough – To Leslie som Leslie Rowlands - Michelle Williams – The Fabelmans som Mitzi Schildkraut-Fabelman |
| Bedste mandlige birolle - Ke Huy Quan – Everything Everywhere All at Once som Waymond Wang - Brendan Gleeson – The Banshees of Inisherin som Colm Doherty - Brian Tyree Henry – Causeway som James Aucoin - Judd Hirsch – The Fabelmans som Boris Schildkraut - Barry Keoghan – The Banshees of Inisherin som Dominic Kearney | Bedste kvindelige birolle - Jamie Lee Curtis – Everything Everywhere All at Once som Deirdre Beaubeirdre - Angela Bassett – Black Panther: Wakanda Forever som Queen Ramonda - Hong Chau – The Whale som Liz - Kerry Condon – The Banshees of Inisherin som Siobhán Súilleabháin - Stephanie Hsu – Everything Everywhere All at Once som Joy Wang / Jobu Tupaki |
| Bedste originale manuskript - Everything Everywhere All at Once – Daniel Kwan og Daniel Scheinert - The Banshees of Inisherin – Martin McDonagh - The Fabelmans – Steven Spielberg og Tony Kushner - Tár – Todd Field - Triangle of Sadness – Ruben Östlund | Bedste filmatisering - Women Talking – Sarah Polley; baseret på roman af Miriam Toews - Intet nyt fra vestfronten – Edward Berger, Lesley Paterson og Ian Stokell; baseret på romen af Erich Maria Remarque - Glass Onion: A Knives Out Mystery – Rian Johnson; baseret på figurer skabt af Johnson og filmen Knives Out - Living – Kazuo Ishiguro; baseret på filmmanuskriptet til Ikiru af Akira Kurosawa, Shinobu Hashimoto og Hideo Oguni - Top Gun: Maverick – Manuskript af Ehren Kruger, Eric Warren Singer og Christopher McQuarrie; historie af Peter Craig og Justin Marks; baseret på filmen Top Gun skrevet af Jim Cash og Jack Epps Jr. |
| Bedste animationsfilm - Guillermo del Toro's Pinocchio - Marcel the Shell with Shoes On - Puss in Boots: The Last Wish - The Sea Beast - Turning Red | Bedste udenlandske film - Intet nyt fra vestfronten (Tyskland), instruktør Edward Berger - Argentina, 1985 (Argentina), instruktør Santiago Mitre - Close (Belgien), instrueret af Lukas Dhont - EO (Polen), instrueret af Jerzy Skolimowski - The Quiet Girl (Irland), instrueret af Colm Bairéad |
| Bedste dokumentarfilm - Navalny – Daniel Roher, Odessa Rae, Diane Becker, Melanie Miller og Shane Boris - All That Breathes – Shaunak Sen, Aman Mann og Teddy Leifer - All the Beauty and the Bloodshed – Laura Poitras, Howard Gertler, John Lyons, Nan Goldin og Yoni Golijov - Fire of Love – Sara Dosa, Shane Boris og Ina Fichman - A House Made of Splinters – Simon Lereng Wilmont og Monica Hellström                                                                                      | Bedste korte dokumentar - The Elephant Whisperers – Kartiki Gonsalves og Guneet Monga - Haulout – Evgenia Arbugaeva og Maxim Arbugaev - How Do You Measure a Year? – Jay Rosenblatt - The Martha Mitchell Effect – Anne Alvergue og Beth Levison - Stranger at the Gate – Joshua Seftel og Conall Jones |
| Bedste kortfilm - An Irish Goodbye – Tom Berkeley og Ross White - Ivalu – Anders Walter og Rebecca Pruzan - Le pupille – Alice Rohrwacher og Alfonso Cuarón - Night Ride – Eirik Tveiten og Gaute Lid Larssen - The Red Suitcase – Cyrus Neshvad | Bedste korte animationsfilm - The Boy, the Mole, the Fox and the Horse – Charlie Mackesy og Matthew Freud - The Flying Sailor – Wendy Tilby og Amanda Forbis - Ice Merchants – João Gonzalez og Bruno Caetano - My Year of Dicks – Sara Gunnarsdóttir og Pamela Ribon - An Ostrich Told Me the World Is Fake and I Think I Believe It – Lachlan Pendragon |
| Bedste musik - Intet nyt fra vestfronten – Volker Bertelmann - Babylon – Justin Hurwitz - The Banshees of Inisherin – Carter Burwell - Everything Everywhere All at Once – Son Lux - The Fabelmans – John Williams | Bedste sang - "Naatu Naatu" fra RRR – Musik skrevet af M. M. Keeravani; tekst af Chandrabose - "Applause" fra Tell It Like a Woman – Musik og tekst af Diane Warren - "Hold My Hand" fra Top Gun: Maverick – Musik og tekst af Lady Gaga og BloodPop - "Lift Me Up" fra Black Panther: Wakanda Forever – Musik af Tems, Rihanna, Ryan Coogler og Ludwig Göransson; tekst af Tems og Ryan Coogler - "This Is a Life" fra Everything Everywhere All at Once – Musik af Ryan Lott, David Byrne og Mitski; tekst af Ryan Lott og David Byrne |
| Bedste lyd - Top Gun: Maverick – Mark Weingarten, James Mather, Al Nelson, Chris Burdon og Mark Taylor - Intet nyt fra vestfronten – Viktor Prášil, Frank Kruse, Markus Stemler, Lars Ginzel, og Stefan Korte - Avatar: The Way of Water – Julian Howarth, Gwendolyn Yates Whittle, Dick Bernstein, Christopher Boyes, Gary Summers og Michael Hedges - The Batman – Stuart Wilson, William Files, Douglas Murray og Andy Nelson - Elvis – David Lee, Wayne Pashley, Andy Nelson og Michael Keller | Bedste scenografi - Intet nyt fra vestfronten – James Friend - Bardo, False Chronicle of a Handful of Truths – Darius Khondji - Elvis – Mandy Walker - Empire of Light – Roger Deakins - Tár – Florian Hoffmeister |
| Bedste fotografering - Intet nyt fra vestfronten – James Friend - Bardo, False Chronicle of a Handful of Truths – Darius Khondji - Elvis – Mandy Walker - Empire of Light – Roger Deakins - Tár – Florian Hoffmeister | Bedste makeup - The Whale – Adrien Morot, Judy Chin og Anne Marie Bradley - Intet nyt fra vestfronten – Heike Merker og Linda Eisenhamerová - The Batman – Naomi Donne, Mike Marino og Mike Fontaine - Black Panther: Wakanda Forever – Camille Friend og Joel Harlow - Elvis – Mark Coulier, Jason Baird og Aldo Signoretti |
| Bedste kostumer - Black Panther: Wakanda Forever – Ruth E. Carter - Babylon – Mary Zophres - Elvis – Catherine Martin - Everything Everywhere All at Once – Shirley Kurata - Mrs. Harris Goes to Paris – Jenny Beavan | Bedste klipning - Everything Everywhere All at Once – Paul Rogers - The Banshees of Inisherin – Mikkel E.G. Nielsen - Elvis – Matt Villa og Jonathan Redmond - Tár – Monika Willi - Top Gun: Maverick – Eddie Hamilton |
| Bedste visuelle effekter - Avatar: The Way of Water – Joe Letteri, Richard Baneham, Eric Saindon og Daniel Barrett - Intet nyt fra vestfronten – Frank Petzold, Viktor Müller, Markus Frank og Kamil Jafar - The Batman – Dan Lemmon, Russell Earl, Anders Langlands og Dominic Tuohy - Black Panther: Wakanda Forever – Geoffrey Baumann, Craig Hammack, R. Christopher White og Dan Sudick - Top Gun: Maverick – Ryan Tudhope, Seth Hill, Bryan Litson og Scott R. Fisher                        | |

### Film med flere nomineringer og priser
| Nomineringer | Film                              |
| ------------ | --------------------------------- |
| 11           | Everything Everywhere All at Once |
| 9            | Intet nyt fra vestfronten         |
| 9            | The Banshees of Inisherin         |
| 8            | Elvis                             |
| 7            | The Fabelmans                     |
| 6            | Tár                               |
| 6            | Top Gun: Maverick                 |
| 5            | Black Panther: Wakanda Forever    |
| 4            | Avatar: The Way of Water          |
| 3            | Babylon                           |
| 3            | The Batman                        |
| 3            | Triangle of Sadness               |
| 3            | The Whale                         |
| 2            | Living                            |
| 2            | Women Talking                     |

| Priser | Film                              |
| ------ | --------------------------------- |
| 7      | Everything Everywhere All at Once |
| 4      | Intet nyt fra vestfronten         |
| 2      | The Whale                         |